# К Марку Туллию Цицерону
«К Ма́рку Ту́ллию Цицеро́ну» — условное название стихотворения римского поэта Гая Валерия Катулла, включённого в состав посмертного сборника («Книги Катулла Веронского») под номером 49. Автор здесь обращается к Цицерону с изъявлениями благодарности, называя оратора самым лучшим патроном, а себя — худшим из всех поэтов. С чем связано это обращение, неясно, и многие исследователи видят здесь иронию. 
Теоретически у Катулла были причины и для хороших чувств по отношению к Цицерону (тот высказывался против Лесбии, был врагом её брата Клодия), и для неприязни к нему (Цицерон критиковал неотерическую поэзию, прозу Гая Лициния Кальва).